# Port lotniczy Dżilfa
Port lotniczy Dżilfa (IATA: QDJ, ICAO: DAFI) – port lotniczy położony w Dżilfa, w prowincji Dżilfa, w Algierii.